# روبرت امییان
روبرت امییان (ارمنی: Ռոբերտ Էմմիյան زاده ۱۵ فوریهٔ ۱۹۶۵ در گیومری) دونده سابق پرش طول که نماینده اتحاد شوروی و ارمنستان در مسابقات جهانی و اروپایی بود که موفق به کسب مدال‌هایی در رقابت‌های معتبر نیز شد. امییان در سال ۱۹۸۷ جایزه استاد افتخاری ورزش اتحاد را دریافت نمود. بهترین رکورد فردی وی ۸٫۸۶ متر است که در مه ۱۹۸۷ در تساغکادزور دست یافت و بهترین رکورد کنونی اروپا است. خانه پدری در زمین‌لرزه اسپیتاک (۷ دسامبر ۱۹۸۸) به کلی ویران شد و پدرش نیز در این فاجعه درگذشت.

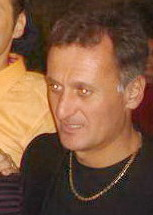
روبرت امییان (راست) در سال ۲۰۰۶